# خريطة مقاعد الطائرة
خريطة مقاعد الطائرة، أو مخطط المقاعد، هي تمثيل بياني يوضح ترتيب وتوزيع المقاعد داخل مقصورة الطائرة. 
تُستخدم هذه الخريطة لمساعدة الركاب في اختيار مقاعدهم المفضلة عند حجز الرحلات، حيث تعرض الصفوف، أرقام المقاعد، والمناطق المختلفة في الطائرة مثل الدرجة الاقتصادية، ودرجة الأعمال، والدرجة الأولى. كما توضح المواقع القريبة من مخارج الطوارئ أو المقاعد ذات المساحة الإضافية، مما يعزز من راحة الركاب ويسهم في تنظيم توزيعهم بشكل مناسب داخل الطائرة.
خريطة مقاعد الطائرة، أو مخطط المقاعد، هي خريطة توضيحية تعرض الترتيب والتوزيع الداخلي لمقاعد الطائرة في مقصورة الركاب، وتُستخدم من قبل شركات الطيران والركاب على حدٍ سواء. تُمكّن هذه الخرائط الركاب من اختيار مقاعدهم بناءً على احتياجاتهم ويفضلون الاطلاع عليها عند حجز رحلاتهم الجوية. وتُعد خريطة المقاعد مهمة خاصة للركاب الذين يرغبون في حجز مقعد معين يفضله، مثل المقاعد القريبة من مخرج الطوارئ، أو التي توفر مساحة أكبر للقدمين، أو تلك الواقعة في قسم معين من الطائرة.

### المكونات الأساسية لخريطة مقاعد الطائرة
تشمل خريطة المقاعد عادةً ما يلي:
- ترقيم الصفوف: حيث تكون المقاعد مرقمة لسهولة التعرف عليها، وتتكون من حروف أو أرقام (مثل 15A أو 10F).
- الرموز الخاصة بالمقاعد: بعض المقاعد يتم تمييزها برموز خاصة، مثل المقاعد القريبة من مخرج الطوارئ، والتي قد تتطلب معايير معينة للركاب الجالسين عليها، أو المقاعد ذات المساحة الإضافية.
- المناطق المختلفة: خريطة المقاعد تبين مناطق الطائرة المختلفة، مثل الدرجة الاقتصادية، ودرجة الأعمال، والدرجة الأولى، وأي تقسيمات إضافية قد تتضمنها بعض الطائرات الحديثة.

### استخدامات خريطة المقاعد
1. اختيار المقعد: يعتمد الركاب على خريطة المقاعد لاختيار مقاعدهم بناءً على تفضيلاتهم الشخصية، سواء كانوا يفضلون الجلوس بجانب النافذة أو الممر، أو في مقدمة الطائرة للحصول على تجربة ركوب وخروج أسرع.
2. توزيع الركاب: تساعد شركات الطيران طاقم الطائرة في توزيع الركاب بشكل متوازن داخل الطائرة لضمان الاستقرار أثناء الرحلة.
3. التخطيط للطوارئ: يتم تحديد مواقع مخارج الطوارئ وأماكن معدات الطوارئ على خريطة المقاعد، مما يساعد الركاب على معرفة مواقع مخارج الطوارئ والموظفين على التخطيط السريع لإجراءات الطوارئ.

### أنواع مخططات مقاعد الطائرات
تختلف خرائط المقاعد بناءً على نوع الطائرة وحجمها. الطائرات ذات الجسم العريض (Wide-body) والطائرات ذات الجسم الضيق (Narrow-body) تتفاوت في تخطيط المقاعد، حيث تتميز الطائرات الأكبر بوجود صفوف واسعة من المقاعد ومنطقة وسطية، بينما تكون الطائرات الأصغر ذات صفوف أقل.